# 丽带盖蛛
丽带盖蛛（学名：Neriene calozonata）为皿蛛科盖蛛属的动物。在中国大陆，分布于湖北等地。该物种的模式产地在湖北神农架。